# Rio Mamoriá
Rio Mamoriá är ett vattendrag i Brasilien.   Det ligger i delstaten Amazonas, i den västra delen av landet, 2 200 km väster om huvudstaden Brasília.
I omgivningarna runt Rio Mamoriá växer i huvudsak städsegrön lövskog. Trakten runt Rio Mamoriá är nära nog obefolkad, med mindre än två invånare per kvadratkilometer.